# ولسبورگ (آیووا)
ولسبورگ (به انگلیسی: Wellsburg) شهری در ایالت آیووا کشور ایالات متحده آمریکا است که جمعیت آن در سرشماری سال ۲۰۱۰ میلادی، ۷۰۷ نفر بوده‌است.